# 三國志戰略版
《三國志戰略版》是2019年由光榮監修、授權中國阿里巴巴暨台港澳星馬的青鳥互娛所推出之手機遊戲，其核心元素為光榮《三國志13》之人物立繪與寫實中原大地圖，並仿效微軟《世紀帝國》隨機資源環境，並揉合網易《率土之濱》武將卡牌、機率戰法的架構；《三國志戰略版》榮登2020全球下載數第五多、東亞第一多的手機遊戲，每月營收一度高達六億港幣，並以《三國志真戦》之名打回日本市場。
儘管有課金選項，但環境上設計得算是對無課金玩家相對友善，個人的過度課金並不影響整體戰局，所以被視為相對平衡的手機戰略遊戲；但儘管因此而營收驚人，這款手機遊戲仍有許多令玩家詬病之處，如必須耗費玩家大量時間、甚至是全副心力才能應付聯盟戰局，以及核心角色出卡率過低、兌換核心戰法條件較日版嚴苛許多、非核心角色越來越難以派上用場形同虛設、各玩家隊伍淪為制服隊、官方的賽季分組機制未臻平衡......等，都導致了玩家的流失。故儘管阿里巴巴在這款遊戲上已經賺得驚人的十數億以上美金，但目前營收已經退出中國十大遊戲了。